# اورانینیت
اورانیت (نام علمی: Uraninite) یا پیچ بلند یک کانی معدنی پرتوزا که دارای UO۳، اکسید سرب، توریوم و مقدرا کمی از دیگر عناصر است از اورانیت در تولید کیک زرد نیز استفاده می‌شود.
اورانینیت  (به انگلیسی: Uraninite) با فرمول شیمیایی  از مجموعه کانی هاست و دارای رادیو اکتیویته شدید است-محلول در HCl و H2SO۴ و کمی در HCl غلیظ نام آن ازترکیب شیمیایی اش گرفته شده‌است. محلول در HCl و H2SO۴ و کمی در HCl غلیظ U:۸۶٫۸۶٪  O:۱۳٫۱۴٪  با انکلوزیون Th,Pb,Ac,Ra,Po برای اولین بار در چک اسلواکی کشف شد و از نظر شکل بلور: ندرتاً هگزائدر - اکتائدر، رنگ: سیاه-خاکستری سبز، شفافیت: کدر(اپاک)، شکستگی: صدفی، جلا: چرب - مات - نیمه فلزی، رخ: ناکامل، سیستم تبلور: مکعبی و در رده‌بندی اکسید است  و منشأ تشکیل آن پگماتیتی - هیدروترمال - رسوبی - دگرگونی مجاورتی است.
همایند کانی‌شناسی (پارانژ) آن پسیلوملان - توریانیت- مولیبدنیت- بیسموت- گالن- دولومیت و غیره است
کاربرد آن: کانسار اورانیوم، از نظر ژیزمان بلوری - آگرگات توده‌ای - خاکی- قلوه‌ای - دانه‌ای فراوان است و بیشتر در آلمان، فرانسه، چک اسلواکی، سوئد، نروژ، آمریکا، استرالیا، آفریقای جنوبی و کانادا یافت می‌شود.